# Sergio Manente
Sergio Manente (ur. 10 grudnia 1924 w Udine; zm. 14 marca 1993 w Udine) – włoski piłkarz, grający na pozycji obrońcy, trener piłkarski.

## Kariera piłkarska

### Kariera klubowa
Wychowanek klubu Udinese, w barwach którego w 1942 rozpoczął karierę piłkarską. W 1946 został piłkarzem Atalanty. W latach 1948–1955 bronił barw Juventusu, z którym dwukrotnie zdobył mistrzostwo Włoch. Potem występował w Lanerossi Vicenza. W 1957 roku wrócił do Udinese, w którym zakończył karierę piłkarską w roku 1960.

### Kariera reprezentacyjna
18 maja 1952 roku debiutował w narodowej reprezentacji Włoch w meczu przeciwko Anglii (1:1).

## Kariera trenerska
W 1961 roku rozpoczął pracę trenerską w Udinese, który prowadził przez sezon. Następnie do 1978 stał na czele klubów Vittorio Veneto, Pordenone, Treviso, Marzotto Valdagno, Alessandria, Venezia, San Donà, ponownie Udinese i Giulianova. Zmarł w 1993 roku w wieku 69 lat w następstwie udaru, który miał osiem lat wcześniej.

## Sukcesy i odznaczenia

### Sukcesy klubowe
Juventus
- mistrz Włoch: 1949/50, 1951/52